# Okano Iszao
Okano Iszao (岡野 功; Hepburn: Okano Isao; Rjúgaszaki, Ibaraki, 1944. január 20. –) hat danos olimpiai és világbajnok japán cselgáncsozó. Az 1964. évi nyári olimpiai játékokon aranyérmet szerzett középsúlyban, az 1965-ös cselgáncs-világbajnokságon a 80 kg-os súlycsoportban szintén aranyérmes volt. Okano híres volt a kivételes nevaza-technikájáról, többek szerint jelentősen hozzájárult a brazil dzsúdzsucu fejlődéséhez is.

## Élete és pályafutása
Okano a Csúó Egyetem jogi karán tanult, amikor az 1964-es olimpián részt vett és aranyérmes lett. A következő évben a világbajnokságot is megnyerte. A japán országos cselgáncsbajnokságon nyílt súlycsoportban 1967-ben és 1969-ben is győzedelmeskedett és Szekine Sinobuval együtt a legkönnyebb súlyú bajnokai a nyílt japán bajnokságnak. Az 1976. évi nyári olimpiai játékokon a japán cselgáncscsapat edzője volt. 1989–1998 között a Keio Egyetemen, majd 1989 és 2000 között a Tokiói Egyetemen oktatott cselgáncsot, majd a Rjúcú Keizai Egyetemen dolgozott. A Vital Judo című könyv szerzője.
Okano olyan feketeöves brazil dzsúdzsucusokat is oktatott, mint például Joe Moreira, Fredson Paixao, Edson Carvalho vagy Oswaldo Alves.

### Olimpiai szereplése
| Versenyző   | Versenyszám | Csoportkör                                                     | Csoportkör | Negyeddöntő                | Elődöntő                          | Döntő                       | Helyezés |
| Versenyző   | Versenyszám | Ellenfél Eredmény                                              | Hely.      | Ellenfél Eredmény          | Ellenfél Eredmény                 | Ellenfél Eredmény           | Helyezés |
| ----------- | ----------- | -------------------------------------------------------------- | ---------- | -------------------------- | --------------------------------- | --------------------------- | -------- |
| Okano Iszao | Középsúly   | 8. csoport · Fernando Matos (POR) · GY · Jorge Lugo (VEN) · GY | 1.         | Lionel Grossain (FRA) · GY | Kim Ithe (Kim Eui-tae) (KOR) · GY | Wolfgang Hofmann (EUA) · GY |          |

## Fordítás
- Ez a szócikk részben vagy egészben  az   Isao Okano című angol Wikipédia-szócikk fordításán alapul.  Az eredeti cikk szerkesztőit annak laptörténete sorolja fel. Ez a jelzés csupán a megfogalmazás eredetét és a szerzői jogokat jelzi, nem szolgál a cikkben szereplő információk forrásmegjelöléseként.